# ローラ・ボベスコ
ローラ・ボベスコ (Lola Bobesco, 1921年8月9日 - 2003年9月4日)は、ルーマニア出身のヴァイオリニスト。本名はローラ・ヴィオレタ・アナ＝マリア・ボベスク(Lola Violeta Ana-Maria Bobescu)。

## 経歴

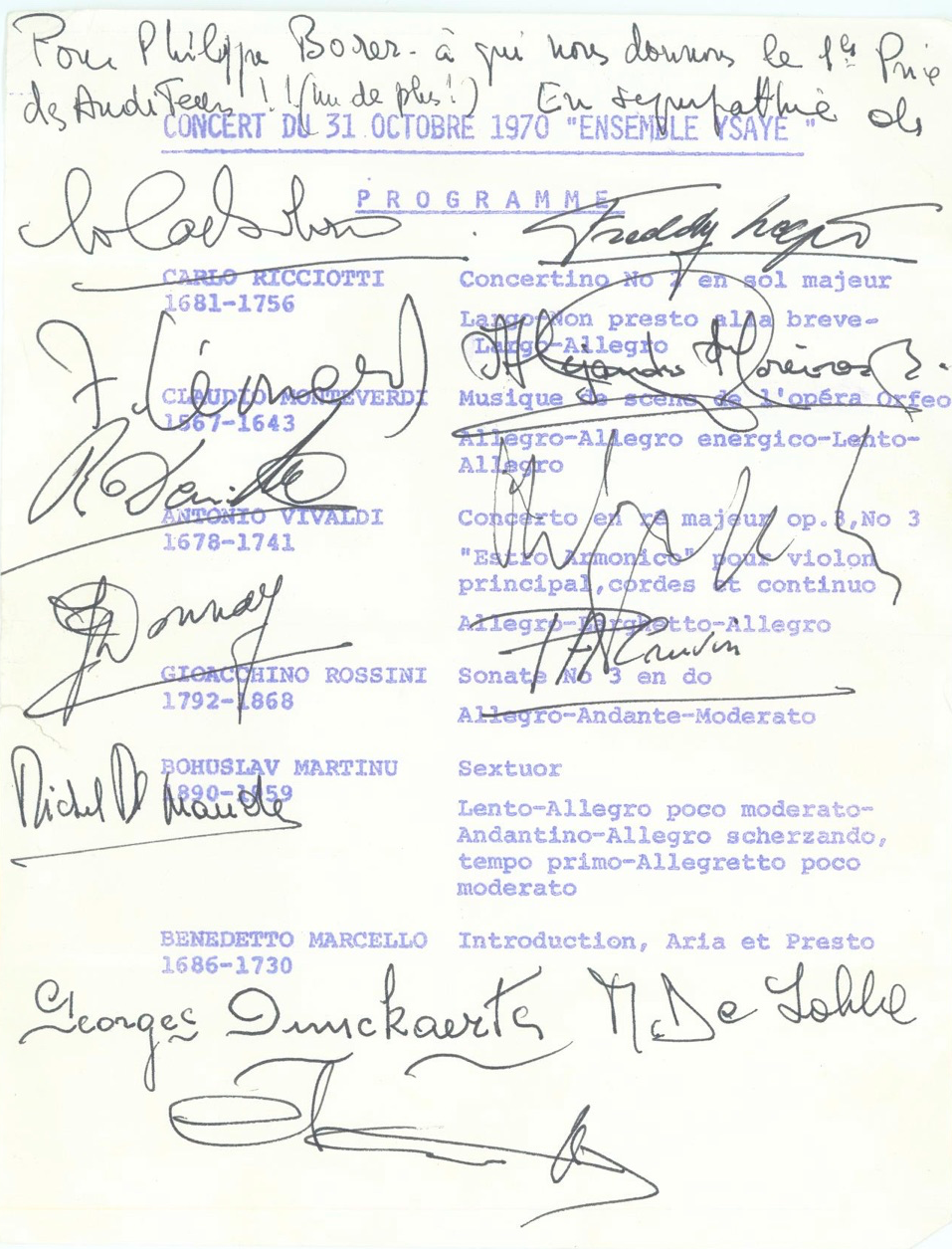
サイン入りプログラム

1921年、クラヨーヴァで生まれた。作曲家で指揮者でもあった父オーレルに幼少時より薫陶を受け、1928年にパリに留学し、エコールノルマル音楽院でマルセル・シャイエのクラスに入った。1931年からはパリ音楽院でジュール・ブシューリに師事し、1935年にプルミエ・プリを取得して卒業した。その後もジョルジェ・エネスクやジャック・ティボーの薫陶を受け、1937年にウジェーヌ・イザイ・コンクールで7位入賞を果たした。
第二次世界大戦中はルーマニアに帰国して演奏活動を継続した。戦後はフランスのピアニスト、ジャック・ジャンティと結婚して夫婦でデュオを組んだ。またベルギーに活動の本拠を移し、1958年にワロニー王立室内管弦楽団を設立。1962年から1972年までブリュッセル王立音楽院とリエージュ音楽院の教授職を兼務して後進の指導に当たった。1990年には弦楽四重奏団のアルテ・デル・スオノを結成。
2003年、ベルギーワロン地域のサルト＝レ＝スパにて死去。